# Contea di Galveston
La contea di Galveston (in inglese Galveston County) è una contea dello Stato del Texas, negli Stati Uniti. La popolazione al censimento del 2010 era di 291 309 abitanti. Il capoluogo di contea è Galveston. League City è la città più popolosa contea di Galveston; La contea è stata fondata nel 1838.

## Geografia fisica
| Anno | Popolazione | ±%    |
| ---- | ----------- | ----- |
| 1850 | 4,529       |       |
| 1860 | 8,229       | 81.7% |
| 1870 | 15,290      | 85.8% |
| 1880 | 24,121      | 57.8% |
| 1890 | 31,476      | 30.5% |
| 1900 | 44,116      | 40.2% |
| 1910 | 44,479      | 0.8%  |
| 1920 | 53,150      | 19.5% |
| 1930 | 64,401      | 21.2% |
| 1940 | 81,173      | 26.0% |
| 1950 | 113,066     | 39.3% |
| 1960 | 140,364     | 24.1% |
| 1970 | 169,812     | 21.0% |
| 1980 | 195,940     | 15.4% |
| 1990 | 217,399     | 11.0% |
| 2000 | 250,158     | 15.1% |
| 2010 | 291,309     | 16.5% |

Secondo l'Ufficio del censimento degli Stati Uniti d'America la contea ha un'area totale di 874 miglia quadrate (2260 km²), di cui 378 miglia quadrate (980 km²) sono terra, mentre 495 miglia quadrate (1280 km², corrispondenti al 57% del territorio) sono costituiti dall'acqua.

### Contee adiacenti
- Harris County (nord)
- Chambers County (nord-est)
- Brazoria County (ovest)

## Educazione
I seguenti sono i distretti scolastici che servono Galveston County:
- Clear Creek ISD
- Dickinson ISD
- Friendswood ISD
- Galveston ISD
- High Island ISD
- Hitchcock ISD
- La Marque ISD
- Santa Fe ISD
- Texas City ISD

## Infrastrutture e trasporti

### Strade principali
- Interstate 45
- State Highway 3
- State Highway 6
- State Highway 87
- State Highway 99 (in costruzione) - Grand Parkway
- State Highway 146

## Politica
Congresso degli Stati Uniti d'America
| Senatori    | Senatori          | Nome        | Partito      | Prima elezione | Livello         |
| ----------- | ----------------- | ----------- | ------------ | -------------- | --------------- |
|             | Senatori Classe 2 | John Cornyn | Repubblicano | 2002           | Senatore Senior |
|             | Senatori Classe 1 | Ted Cruz    | Repubblicano | 2013           | Senatore Junior |
| Rappresenta | Rappresenta       | Nome        | Partito      | Prima elezione |                 |
|             | Distretto 14      | Randy Weber | Repubblicano | 2013           |                 |

Legislatura del Texas
Senato del Texas
| Distretto | Distretto | Nome         | Partito      | Prima elezione |
| --------- | --------- | ------------ | ------------ | -------------- |
|           | 11        | Larry Taylor | Repubblicano | 1999           |

Camera dei rappresentanti del Texas
| Distretto | Distretto | Nome            | Partito      | Prima elezione | Area della contea di Galveston rappresentata                                                         |
| --------- | --------- | --------------- | ------------ | -------------- | --- |
|           | 23        | Wayne Faircloth | Repubblicano | 2014           | Galveston, Jamaica Beach, Texas City, Port Bolivar, Crystal Beach, Gilchrist & High Island           |
|           | 24        | Greg Bonnen     | Repubblicano | 2012           | Hitchcock, La Marque, Santa Fe, Dickinson, League City, Friendswood, Algoa, Kemah, Clear Lake Shores |